# 望狐乡
望狐乡，是中华人民共和国山西省大同市广灵县下辖的一个乡镇级行政单位。2021年4月，撤销望狐乡、梁庄乡，合并设立梁庄镇。将原望狐乡的上窑自然村划归南村镇管辖。

## 行政区划
望狐乡下辖以下地区：
望狐村、吕家洼村、刘之进村、宋家峪村、牛口峪村、上窑村、桥头村、刘庄村、车型堡村、东福窑村、国家眷村、老茬村、史家坪村和闯道坡村。